# Коваль, Мэри Робинетт
Мэри Робинетт Коваль (англ. Mary Robinette Kowal, 8 февраля 1969 года, Роли (Северная Каролина), урождённая Mary Robinette Harrison — Мэри Робинетт Харрисон) — американская писательница и кукловод. Также работает художественным директором Shimmer Magazine. Два года работала секретарём Science Fiction and Fantasy Writers of America, и в 2010 году была избрана вице-президентом SFWA. В 2008 году, на второй год несения своих обязанностей, выиграла Премию Джона Кэмпбелла лучшему новому писателю-фантасту. Её роман «Вычислительные звёзды» награждён премией «Хьюго» в 2019 году.

## Биография
Коваль работала профессиональным кукловодом с 1989 года. Она была исполнителем Center for Puppetry Arts, Jim Henson Productions, и её собственной компании, Other Hand Productions. Она также два сезона работала в Исландии на детском телевизионном шоу LazyTown.
В число её писательских работ входят «For Solo Cello, op. 12» (изначально опубликованный в Cosmos Magazine и перепечатанный в Science Fiction: The Best of the Year, 2008 Edition), прошедший предварительное голосование Небьюла в 2007 году. Её фантастика также публиковалась в Talebones Magazine, Strange Horizons, Apex Digest и других. Дебютным романом стал Shades of Milk and Honey, который в 2010 году был номинирован в лучшие романы года. Два её фантастических рассказа были номинированы на премию Хьюго — «Злобный робошимпанзе» (Evil Robot Monkey) в 2009 году и «Оттого что в кузнице» (For Want of a Nail) в 2011 году; второй из рассказов выиграл премию.
В 2009 году она пожертвовала свой архив отделу Редких книг и специальных коллекций Библиотеке северного Иллинойса.
Несколько раз побывав в роли приглашённой звезды на Writing Excuses, она стала полноценным членом команды начиная с 6 сезона в 2011 году.

## Публикации

### Романы
- Shades of Milk and Honey, Tor Books, 2010, ISBN 978-0-7653-2556-3 — был номинирован на премию Небьюла за лучший роман 2010 года
- Glamour in Glass, Tor Books, 2012, ISBN 978-0-7653-2557-0
- «Вычислительные звёзды» (англ. The Calculating Stars), Tor Books, 2018, — получил премию «Небьюла» 2019 года за Лучший роман[19], премию «Локус» 2019 года за Лучший научно-фантастический роман[20] и премию «Хьюго» 2019 года за Лучший роман[21].

### Сборники
- Scenting the Dark and Other Stories, Subterranean Press, 2009, ISBN 978-1-59606-267-2

### Рассказы
- «Just Right», The First Line, 2004
- «Rampion», The First Line, 2004
- «The Shocking Affair of the Dutch Steamship Friesland», The First Line, 2004
- «Portrait of Ari», Strange Horizons, 2006
- «Bound Man», Twenty Epics, 2006
- «Cerbo in Vitra ujo», Apex Digest, 2006
- «Locked In», Apex Digest, 2006
- «This Little Pig», Cicada, 2007
- «For Solo Cello, op. 12», Cosmos, 2007
- «Horizontal Rain», Apex Online, 2007
- «Death Comes But Twice», Talebones, 2007
- «Some Other Day», All Possible Worlds, 2007
- «Tomorrow and Tomorrow», Gratia Placenti, 2007
- «Suspension and Disbelief», Doctor Who: Short Trips: Destination Prague, 2007
- «Clockwork Chickadee», Clarkesworld Magazine, 2008
- «Scenting the Dark», Apex Online, 2008
- «Waiting for Rain», Subterranean Magazine, 2008
- «Chrysalis», Aoife’s Kiss, 2008
- «Evil Robot Monkey», The Solaris Book of New Science Fiction, Vol. 2, 2008 (был номинирован на Хьюго)
- «At the Edge of Dying», Clockwork Phoenix 2: More Tales of Beauty and Strangeness, 2009
- «Body Language», InterGalactic Medicine Show, 2009
- «The Consciousness Problem», Asimov's Science Fiction, 2009
- «First Flight», Tor.com, 2009
- «Ginger Stuyvesant and the Case of the Haunted Nursery», Talebones, 2009
- «Jaiden’s Weaver», Diamonds in the Sky: An Astronomical Anthology, 2009
- «Prayer at Dark River», Innsmouth Free Press, 2009
- «Ring Road», Dark Faith Anthology, 2010
- «The Bride Replete», Apex Online, 2010
- «Beyond the Garden Close», Apex Online, 2010
- «Typewriter Triptych», Sharable.net, 2010
- «For Want of a Nail», Asimov's Science Fiction, 2010 (победитель Хьюго)
- «Salt of the Earth», Redstone SF, 2010
- «American Changeling», Daily Science Fiction, 2010
- «Changement d’itinéraire (Changed Itinerary)», Légendes, 2010
- «Birthright», 2020 Visions, 2010
- «Water to Wine», METAtropolis: Cascadiopolis, 2010
- «Kiss Me Twice», Asimov's Science Fiction, 2011